# Brooklyn, Iowa
Brooklyn är en ort i Poweshiek County i delstaten Iowa, USA.